# Friuli Isonzo

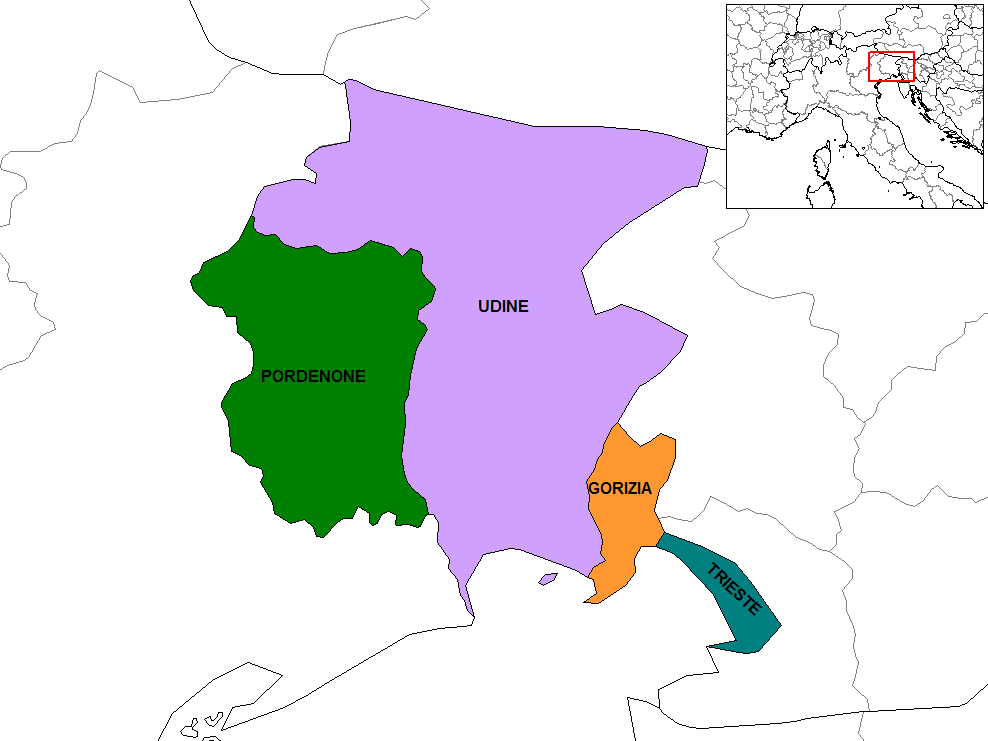

Le Friuli Isonzo est un vin italien de la région Frioul-Vénétie Julienne doté d'une appellation DOC depuis le 25 mars 1988. Seuls ont droit à la DOC les vins récoltés à l'intérieur de l'aire de production définie par le décret.

## Aire de l'appellation
Les vignobles autorisés se situent en province de Gorizia.
Romans d'Isonzo, Gradisca d'Isonzo, Villesse, San Pier d'Isonzo, Turriaco, Medea, Moraro, Mariano del Friuli et en partie les communes Cormons, Capriva del Friuli, San Lorenzo Isontino, Monfalcone, Mossa, Gorizia, Fogliano Redipuglia, Farra d'Isonzo, Savogna d'Isonzo, Sagrado, Ronchi dei Legionari, San Canzian d'Isonzo et Staranzano.
Les vignobles voisins sont Lison Pramaggiore, Colli Orientali del Friuli, Collio Goriziano, Friuli Latisana, Friuli Annia, Friuli Aquileia et Friuli Grave

## Cépages
Les cépages les plus importants sont :
- Chardonnay;
- Malvasia Istriana;
- Moscato giallo;
- Pinot bianco
- Pinot grigio;
- riesling;
- Riesling italico;
- Sauvignon;
- Tocai friulano;
- Traminer aromatico;
- Verduzzo Friulano;
- Cabernet franc;
- Cabernet-sauvignon;
- Franconia;
- Merlot;
- Moscato rosa;
- Pinot nero;
- Refosco dal peduncolo rosso;
- Schioppettino;

## Vins, appellations
Sous l’appellation, les vins suivants sont autorisés :
- Friuli Isonzo Cabernet
- Friuli Isonzo Cabernet Sauvignon
- Friuli Isonzo Cabernet franc
- Friuli Isonzo Chardonnay
- Friuli Isonzo Franconia
- Friuli Isonzo Malvasia Istriana
- Friuli Isonzo Merlot
- Friuli Isonzo Moscato giallo
- Friuli Isonzo Moscato giallo spumante
- Friuli Isonzo Moscato rosa
- Friuli Isonzo Moscato rosa spumante
- Friuli Isonzo Pinot Bianco spumante
- Friuli Isonzo Pinot Grigio
- Friuli Isonzo Pinot Nero
- Friuli Isonzo Pinot spumante
- Friuli Isonzo Refosco dal peduncolo rosso
- Friuli Isonzo Riesling
- Friuli Isonzo Riesling Italico
- Friuli Isonzo Sauvignon
- Friuli Isonzo Schioppettino
- Friuli Isonzo Tocai Friulano
- Friuli Isonzo Traminer aromatico
- Friuli Isonzo Verduzzo Friulano
- Friuli Isonzo Verduzzo Friulano spumante
- Friuli Isonzo bianco
- Friuli Isonzo bianco frizzante
- Friuli Isonzo rosato
- Friuli Isonzo rosato frizzante
- Friuli Isonzo rosso
- Friuli Isonzo rosso frizzante
- Friuli Isonzo rosso spumante
- Friuli Isonzo vendemmia tardiva